# Norrsjön (Fors socken, Jämtland, 699634-154045)
Norrsjön är en sjö i Ragunda kommun i Jämtland och ingår i Indalsälvens huvudavrinningsområde. Sjön har en area på 0,295 kvadratkilometer och ligger 253,1 meter över havet. Sjön avvattnas av vattendraget Järån (Sörån).

## Delavrinningsområde
Norrsjön ingår i det delavrinningsområde (699842-153892) som SMHI kallar för Utloppet av Norrsjön. Medelhöjden är 338 meter över havet och ytan är 10,43 kvadratkilometer. Räknas de 5 avrinningsområdena uppströms in blir den ackumulerade arean 44,18 kvadratkilometer. Järån (Sörån) som avvattnar avrinningsområdet har biflödesordning 2, vilket innebär att vattnet flödar genom totalt 2 vattendrag innan det når havet efter 102 kilometer. Avrinningsområdet består mestadels av skog (85 procent). Avrinningsområdet har 0,29 kvadratkilometer vattenytor vilket ger det en sjöprocent på 2,8 procent.